# Demecser
Demecser là một thành phố thuộc hạt Szabolcs-Szatmár-Bereg, Hungary. Thành phố này có diện tích 36,98 km², dân số năm 2010 là 4345 người, mật độ 117 người/km².